# Опера нищих (фильм)
«Опера нищих» (также «Опера нищего», англ. The Beggar’s Opera) — британский художественный фильм-опера 1953 года, экранизация «Оперы нищего» Джона Гея. Фильм стал режиссёрским дебютом в кино Питера Брука. Главную роль сыграл Лоренс Оливье, выступивший также в качестве одного из продюсеров.

## Создание
Продюсером фильма был Герберт Уилкокс, который настоял на некоторых решениях, не соответствовавших желаниям режиссёра-дебютанта. Так, Брук хотел видеть в главной роли тогда ещё малоизвестного Ричарда Бёртона, однако по настоянию Уилкокса был приглашён Оливье, который стал и одним из продюсеров картины. Оливье также решил спеть свои партии сам, хотя и не обладал настоящим певческим голосом. За других актёров партии исполняли оперные певцы (Адель Ли, Дженнифер Вивиан, Джон Кэмерон и другие); ещё одним исключением стал Стэнли Холлоуэй, вокальные данные которого позволили ему исполнить партию Локита. Кроме того, Брук изначально хотел снять чёрно-белый фильм, однако Уилкинс настоял на цветной версии, поскольку планировал устроить пышную премьеру 3 июня 1953 года в рамках празднеств по случаю коронации Елизаветы II.
В коммерческом плане фильм оказался неудачным, а отзывы на него были в целом положительными, но не восторженными. Брук на протяжении нескольких лет не получал новых предложений о съёмках, и его следующий фильм «7 дней, 7 ночей» вышел лишь в 1960 году.

## Сюжет
Первая и последняя сцена происходят в тюрьме, среди заключёных: один из них, Нищий, собирает разбросанные охранником листки со своей оперой, главным героем которой является капитан Макхит. Оказывается, что сам Макхит находится тут же в отдельной камере, и на следующее утро будет повешен. Он начинает читать текст Нищего, и перед зрителями-заключёнными разыгрывается история обаятельного разбойника и ловеласа.
Скупщик краденого Пичем узнаёт, что его дочь тайно вышла замуж за Макхита, и приходит в ярость. Однако он решает извлечь из этого брака выгоду, советуя дочери переписать имущество мужа на себя (чтобы исключить спор за наследство с другими возможными жёнами), а затем выдать его полиции, которая давно мечтает повесить разбойника. Однако Полли любит Макхита и предупреждает его об опасности, когда Пичем уже готов поймать зятя. Тем не менее, вскоре Макхита ловят в таверне, где он прячется: его предают девицы лёгкого поведения, вошедшие в сговор с Пичемом и полицией.
Макхита сажают в тюрьму, Пичем и его приятель тюремщик Локит уже мысленно делят между собой деньги, обещанные за голову преступника. Тем временем выясняется, что дочь Локита Люси когда-то была возлюбленной Макхита, который обещал жениться на ней. Она подходит к камере Макхита, который клянётся ей в любви. Люси согласна выкрасть ключи у отца, если Макхит тут же женится на ней, выйдя на свободу. Тот соглашается. Навестить Макхита приходит Полли, утверждающая, что она его жена. Переходя от одной к другой, Макхит улаживает дело, выставляя перед каждой из девушек её противницу в качестве сумасшедшей. Полли уходит, а Люси помогает Макхиту сбежать. Позже Полли приносит Макхиту поесть и обнаруживает, что его нет в камере.
Макхит же, договорившись встретиться с Люси в условленном месте, избегает этой встречи и, прихватив чужой плащ, проникает в игорный дом, где выигрывает много денег. Владелица игорного дома миссис Трейпс узнаёт Макхита и сообщает о нём Пичему и Локиту, которые при помощи полиции снова арестовывают противника. Наутро Макхита везут за город на специально приготовленное место казни, его проезд по городу сопровождается всеобщим шумом и весельем. Перед виселицей он прощается с Люси и Полли, причём проститься с ним приходят ещё четыре его «жены», каждая с ребёнком. Макхит направляется к виселице и палач завязывает ему глаза…
Действие возвращается в камеру, где Макхит читает пьесу Нищего. Он предлагает ему изменить финал на более счастливый: помилование Макхита. Скандируя «Помилование!», заключённые устраивают беспорядок в камерах, и в суматохе Макхиту удаётся стащить у охранника ключ и сбежать. Раздобыв коня, он скачет прочь из города.

## В ролях
| Актёр           | Роль           |
| --------------- | -------------- |
| Лоуренс Оливье  | Капитан Макхит |
| Хью Гриффит     | Нищий          |
| Дороти Тьютин   | Полли Пичем    |
| Джордж Дивайн   | Пичем          |
| Мэри Клэр       | миссис Пичем   |
| Дафна Андерсон  | Люси Локит     |
| Стэнли Холлоуэй | Локит          |
| Афин Сейлер     | миссис Трейпс  |
| Ивонн Фюрно     | Дженни Дайвер  |
| Эдвард Прайор   | Филч           |
| Джордж Роуз     | тюремщик       |
| Стюарт Бёрдж    | заключённый    |
| Сирил Конуэй    | заключённый    |
| Джералд Лосон   | заключённый    |